# Palazzo di Sanssouci
Il Palazzo di Sanssouci (dal francese sans souci, "senza preoccupazioni") si trova nella parte orientale dell'omonimo parco ed è uno dei più famosi castelli di Potsdam, capitale del Brandeburgo. Fra il 1745 e il 1747 Federico II il Grande, re di Prussia, fece erigere una piccola residenza estiva in stile rococò, sulla base di schizzi da lui stesso disegnati. Il progetto fu affidato all'architetto Georg Wenzeslaus von Knobelsdorff. Nel 1841 l'edificio fu ampliato con l'aggiunta di due ali laterali per volere di Federico Guglielmo IV, i cui abbozzi furono trasformati in progetto dall'architetto Ludwig Persius.
Nel 1990 i castelli e i giardini del parco di Sanssouci sono stati inclusi dall'UNESCO nella lista dei patrimoni dell'umanità. Secondo la descrizione fatta dalla Commissione tedesca per l'UNESCO, "il castello e il parco di Sanssouci, spesso indicati come la Versailles prussiana, sono una sintesi delle tendenze artistiche del XVIII secolo nelle città e presso le corti europee. L'insieme è un eccezionale esempio di creazione architettonica e organizzazione del paesaggio sullo sfondo intellettuale dell'idea monarchica di Stato".
La collocazione del palazzo di Sanssouci su una collina coltivata a vigneto riflette un ideale di armonia fra l'uomo e la natura, in un paesaggio ordinato dall'intervento umano. Il palazzo, nel mezzo della natura, con l'ampia vista sulla campagna circostante, era il luogo nel quale Federico II intendeva risiedere "senza preoccupazioni", coltivando i suoi interessi personali e artistici. Non si trattava dunque di un edificio destinato alla corte e all'esercizio delle funzioni di governo, quanto invece di un vero e proprio rifugio privato del re e dei suoi ospiti più intimi.

## Storia

### Il vigneto a terrazze

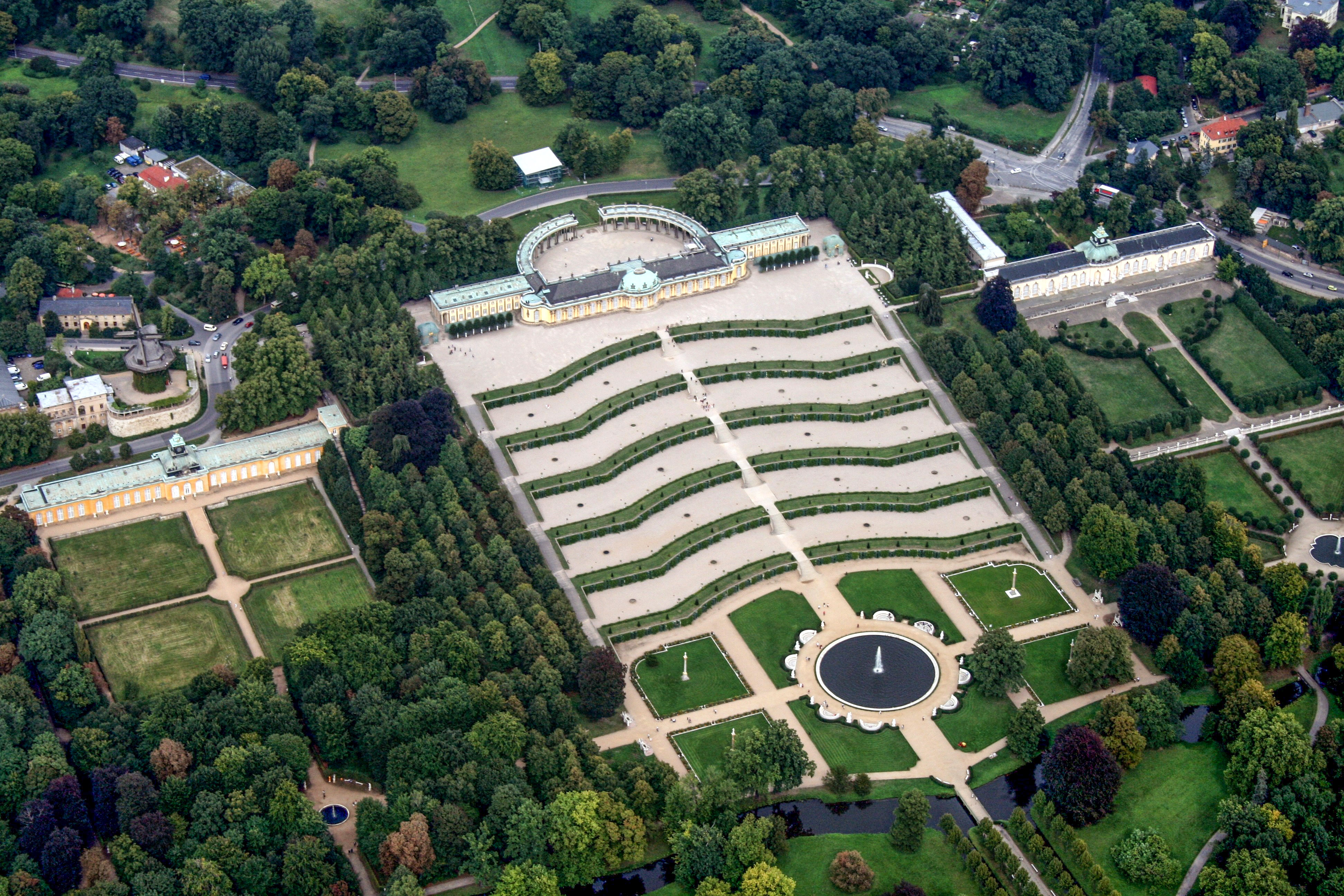
Veduta aerea di Sanssouci, 2008. Al centro in alto, l'elegante forma simmetrica del palazzo di Sanssouci, davanti al quale digradano le sei terrazze dell'antico vigneto; in basso, il parterre con la grande fontana circolare. A sinistra sono visibili le Camere Nuove e il Mulino storico, a destra la Pinacoteca.

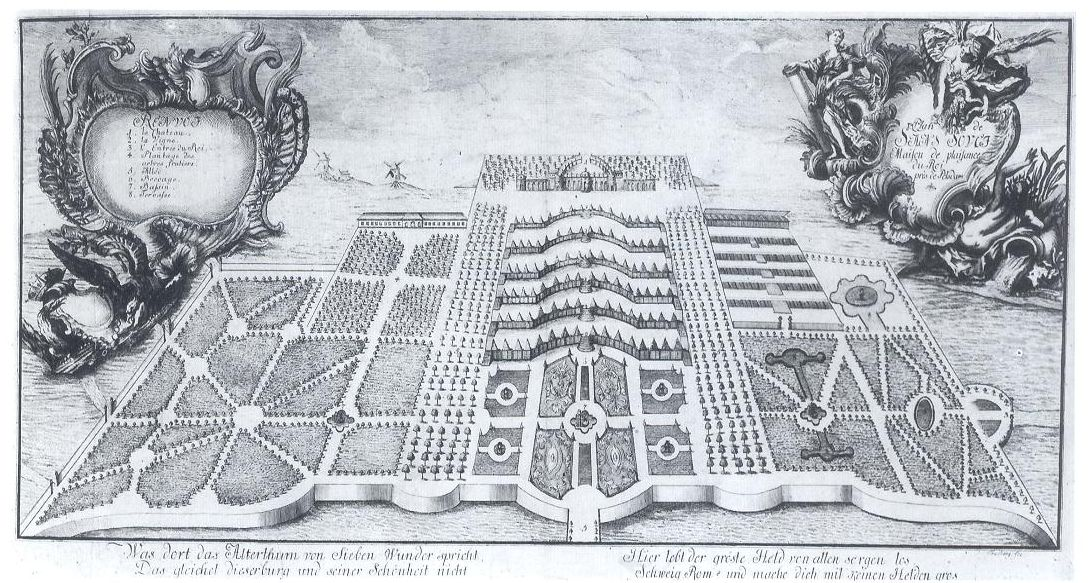
Plan de Sans Souci, verso il 1746. Probabilmente la più antica veduta di Sanssouci.

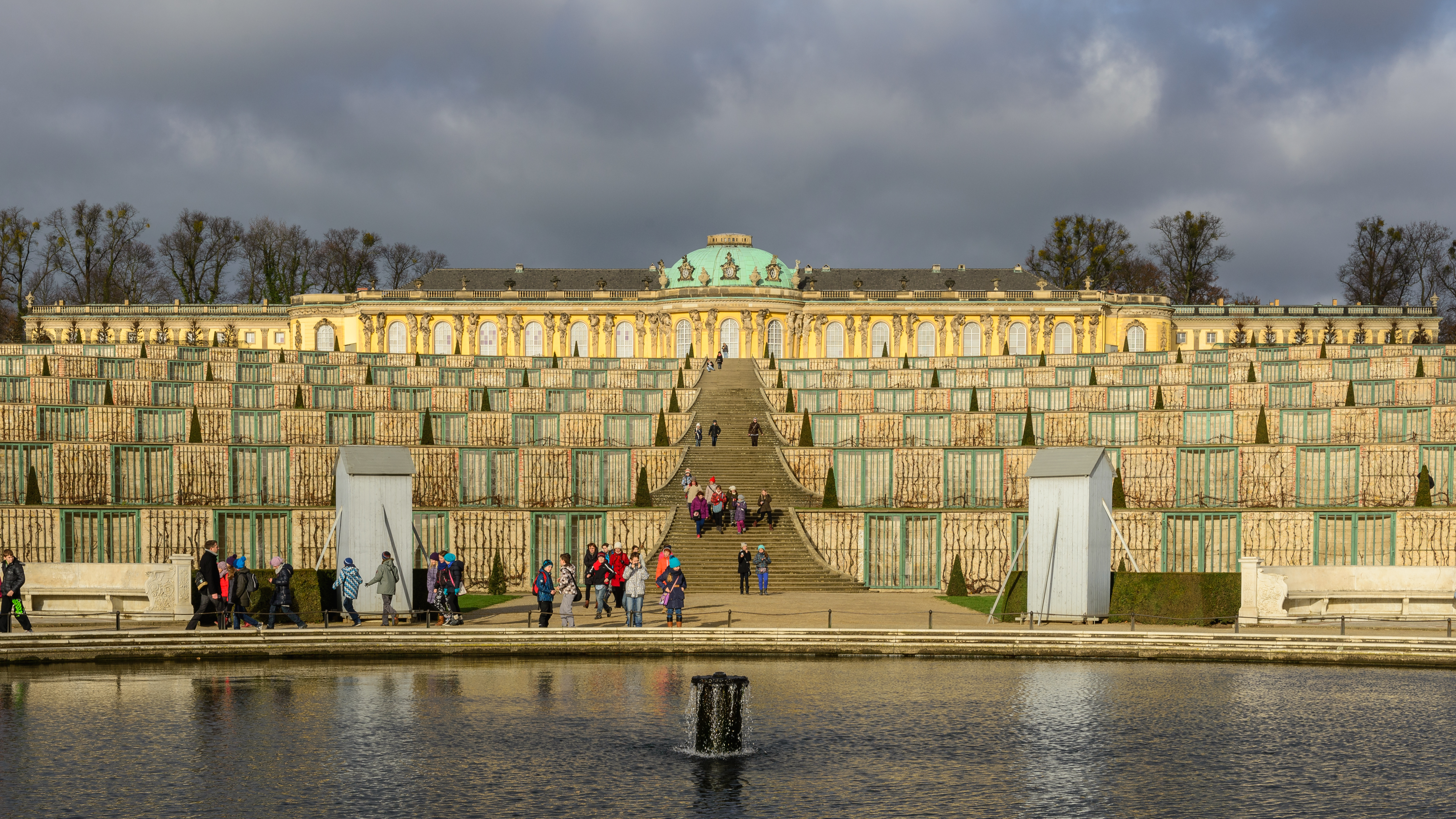
Veduta prospettica.

I celebri giardini di Sanssouci nacquero a seguito della decisione di Federico II di realizzare un vigneto a terrazze sul versante meridionale delle colline di Bornstedt. In passato l'altura era coperta di querce, ma ai tempi del "re soldato" Federico Guglielmo I gli alberi erano stati abbattuti e impiegati per consolidare i terreni paludosi nel quadro dell'ampliamento della città di Potsdam. Il 10 agosto 1744 Federico II diede ordine di coltivare la "montagna deserta" con la realizzazione di un vigneto a terrazze.
Sotto la guida dell'architetto Friedrich Wilhelm Diterichs il versante meridionale della collina di Sanssouci venne articolato in sei ampie terrazze con mura di sostegno arcuate nella parte centrale, al fine di ottenere la migliore esposizione al sole possibile. Lungo le pareti delle mura di sostegno venne creata un'alternanza fra superfici dritte, alle quali erano appoggiate spalliere con piante da frutta e vitigni locali, e 168 nicchie munite di vetri, nelle quali crescevano specie esotiche. I singoli terrazzamenti al di sopra delle mura erano delimitati da strisce erbose e coltivati con alberi da frutto: nella stagione estiva, fra 96 piramidi di tasso erano collocati 84 vasi con piante di arancio. La direzione dei lavori di giardinaggio fu affidata a Philipp Friedrich Krutisch. Lungo l'asse centrale 120 (oggi 132) gradini conducevano fino in cima al pendio, suddivisi in sei sezioni in corrispondenza delle terrazze, mentre ai lati vennero tracciate due rampe di accesso. La realizzazione del vigneto a terrazze fu praticamente completata nel 1746.
Al di sotto delle terrazze, nel parterre, fu realizzato nel 1745 un giardino ornamentale in stile barocco, con prati erbosi, aiuole di fiori e boschetti. Nel 1748 la parte centrale del parterre fu decorata con una fontana quadrilobata. Il centro della fontana era abbellito da sculture in piombo dorato con raffigurazioni ispirate alla mitologia classica, che oggi non sono più conservate. Dal 1750 il bacino è contornato da dodici statue di divinità e rappresentazioni allegoriche in marmo: Mercurio, La pesca nel mare (l'acqua), Apollo con Pitone morto, Diana al bagno, Venere osserva lo scudo forgiato da Vulcano per Enea (il fuoco), Giunone con il pavone, Giove con Io, Cerere insegna a Trittolemo ad arare (la terra), Marte, Minerva, Il ritorno dalla caccia (l'aria) e Venere. Le statue di Mercurio e di Venere, opera di Jean-Baptiste Pigalle, e i due gruppi allegorici raffiguranti gli elementi dell'aria e dell'acqua, opera di Lambert-Sigisbert Adam, erano doni del re di Francia Luigi XV. Le altre statue provenivano dalla bottega di François Gaspard Balthazar Adam. Verso sud il parterre confinava con un fossato. Un orto che si trovava verso la parte sud-orientale, il cosiddetto "Marlygarten", venne conservato. Il nome fu dato a questo orto da Federico Guglielmo I, che - definendolo "il mio Marly" - voleva riferirsi scherzosamente al lussuoso parco del re di Francia Luigi XIV presso il castello di Marly. Federico II attribuì sempre, anche in occasione dei successivi ampliamenti del parco, un grande valore all'intreccio di giardini ornamentali e orti, di arte e natura.

### Sanssouci al tempo di Federico II

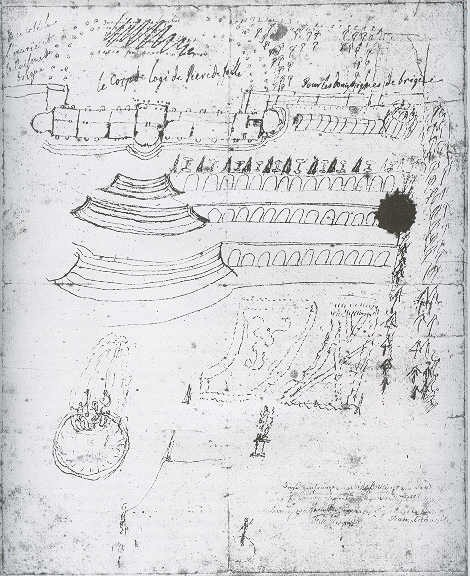
Schizzo di Federico II per il palazzo di Sanssouci, 1744

Il 13 gennaio 1745 Federico II diede l'ordine di costruire una residenza di piacere a Potsdam e il 14 aprile seguente venne posata la prima pietra. I progetti vennero disegnati dall'architetto Georg Wenzeslaus von Knobelsdorff sulla base degli schizzi del re. Knobelsdorff intendeva alzare l'edificio con un piano seminterrato e di collocarlo vicino al margine della prima terrazza superiore, affinché la vista dell'edificio dal parterre creasse un maggior effetto scenografico. Questa idea venne però bocciata dal re: egli non voleva alcun palazzo di rappresentanza, ma una residenza privata tale da soddisfare le sue esigenze personali. Una costruzione a un solo piano, il cui basamento fosse la terra, senza tanti gradini, dalla quale si potesse uscire direttamente su un'ampia terrazza e da lì raggiungere i giardini. Uno stretto connubio fra il gusto degli arredi e la libertà della natura.
Federico II intervenne personalmente, sia sul piano amministrativo sia su quello artistico, nella costruzione di tutti gli edifici realizzati per suo ordine a Potsdam e Berlino. I progetti venivano realizzati secondo le sue direttive e i lavori potevano incominciare soltanto dopo che il re aveva approvato i relativi preventivi di spesa. Si intrometteva in ogni questione e voleva essere informato su tutti i dettagli, cosa che spesso conduceva a disaccordi fra gli architetti e il re. L'indole autocratica di Federico II limitò dunque anche le idee architettoniche di Knobelsdorff, che dovette trasporre nei suoi progetti gli eccentrici desideri del suo committente.

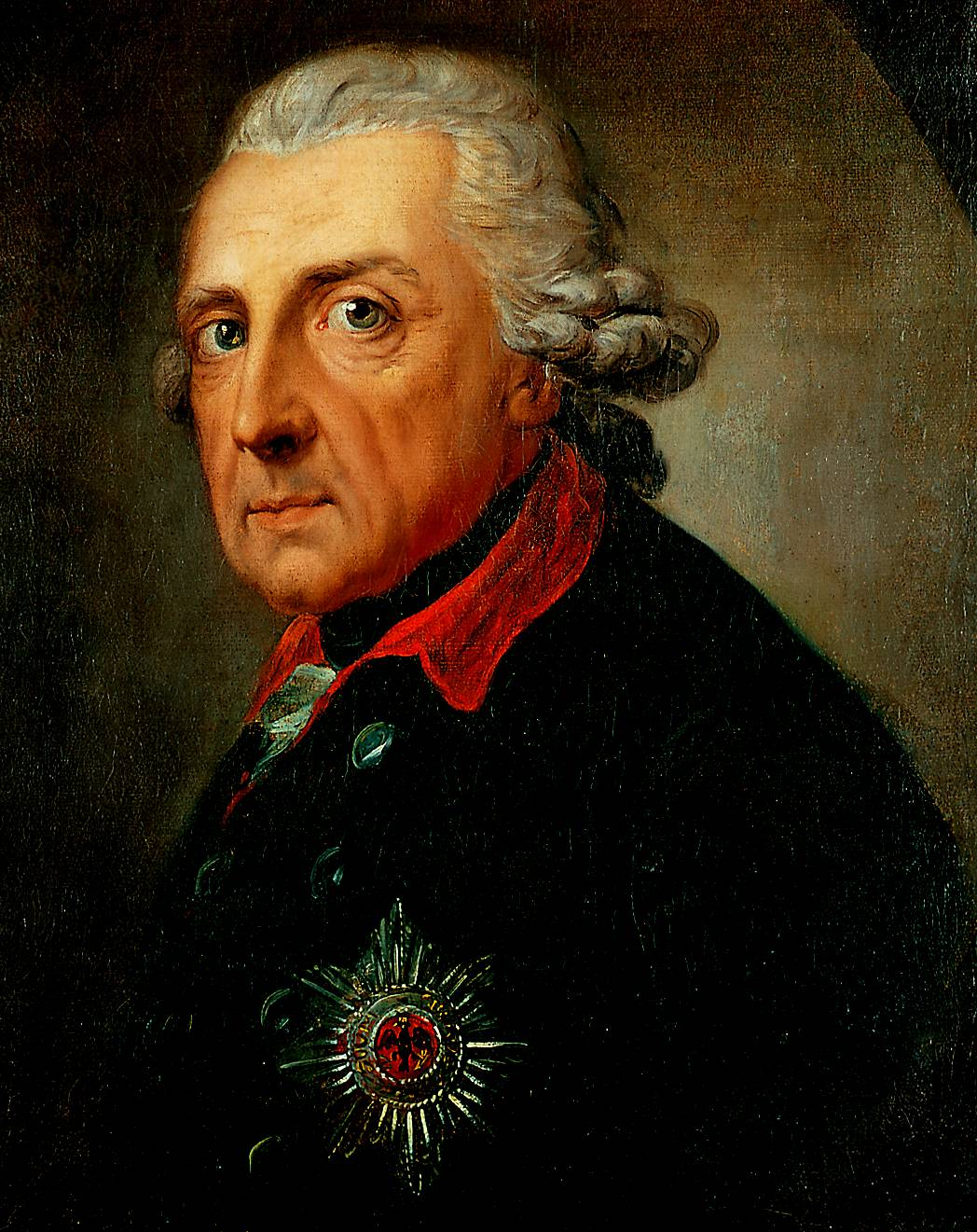
Federico II nel 1781. Dipinto di Anton Graff.

Dopo solo due anni di costruzione, il 1º maggio 1747 il palazzo di Sanssouci venne ufficialmente inaugurato, sebbene non tutti gli ambienti fossero stati completati. Eccetto che nei periodi di guerra, Federico II vi abitò dalla fine di aprile fino all'inizio di ottobre di ogni anno. L'edificio era concepito soltanto per il re e per gli ospiti da lui selezionati. Dalla moglie Elisabetta Cristina di Brunswick-Wolfenbüttel-Bevern, con cui era sposato dal 1733, Federico II viveva di fatto separato da quando era salito al trono, nel 1740.
Per le esigenze di rappresentanza era destinato il castello di Potsdam, che venne ristrutturato proprio in quel periodo e che venne abitato da Federico II nei mesi invernali. Potsdam divenne così la vera e propria città di residenza del sovrano prussiano, mentre Berlino passò in secondo piano, giacché il castello di Charlottenburg fu abitato dal re soltanto per brevi periodi.
A Sanssouci Federico II componeva, suonava e filosofava. Governava disciplinatamente il suo regno e viveva con semplicità e senza fasto. Con l'età la sua modestia arrivò a diventare avarizia. Durante la sua vita il re non fece fare alcun lavoro di manutenzione all'esterno del palazzo e consentì malvolentieri a piccole riparazioni all'interno dei locali.

### Sanssouci dopo Federico II
Dopo la morte di Federico II ebbe inizio per la Prussia una nuova epoca, che divenne visibile anche nel mutamento delle forme architettoniche. Con la salita al potere di Federico Guglielmo II, lo stile neoclassico, ormai già da tempo imperante in Europa, fece il suo ingresso anche a Potsdam e a Berlino. Il nuovo re si fece costruire il Marmorpalais e abitò nel palazzo di Sanssouci soltanto finché il nuovo edificio non fu terminato. Già subito dopo la morte di Federico II i mobili del palazzo vennero cambiati e il locale che serviva da studio e camera da letto del re fu rinnovato sotto la direzione dell'architetto Friedrich Wilhelm von Erdmannsdorff, che in tal modo realizzò quello che fu il primo interno dei castelli di Potsdam e Berlino a essere decorato in stile neoclassico.
Federico Guglielmo III, salito al trono di Prussia nel 1797, soggiornò a Sanssouci solo occasionalmente, senza apportare cambiamenti. Soltanto sua moglie Luisa abitò con sua sorella Federica nel palazzo di Sanssouci per alcuni mesi nel 1794, mentre il marito si trovava in Polonia. Di preferenza la famiglia reale trascorreva i mesi estivi nel castello di Paretz o in quello di Pfaueninsel.
Il palazzo di Sanssouci e il suo mobilio rimasero intatti anche durante l'occupazione di Potsdam da parte delle truppe francesi nel 1806, giacché Napoleone lo pose sotto la propria personale protezione, preservandolo così dai saccheggi.

### Sanssouci al tempo di Federico Guglielmo IV

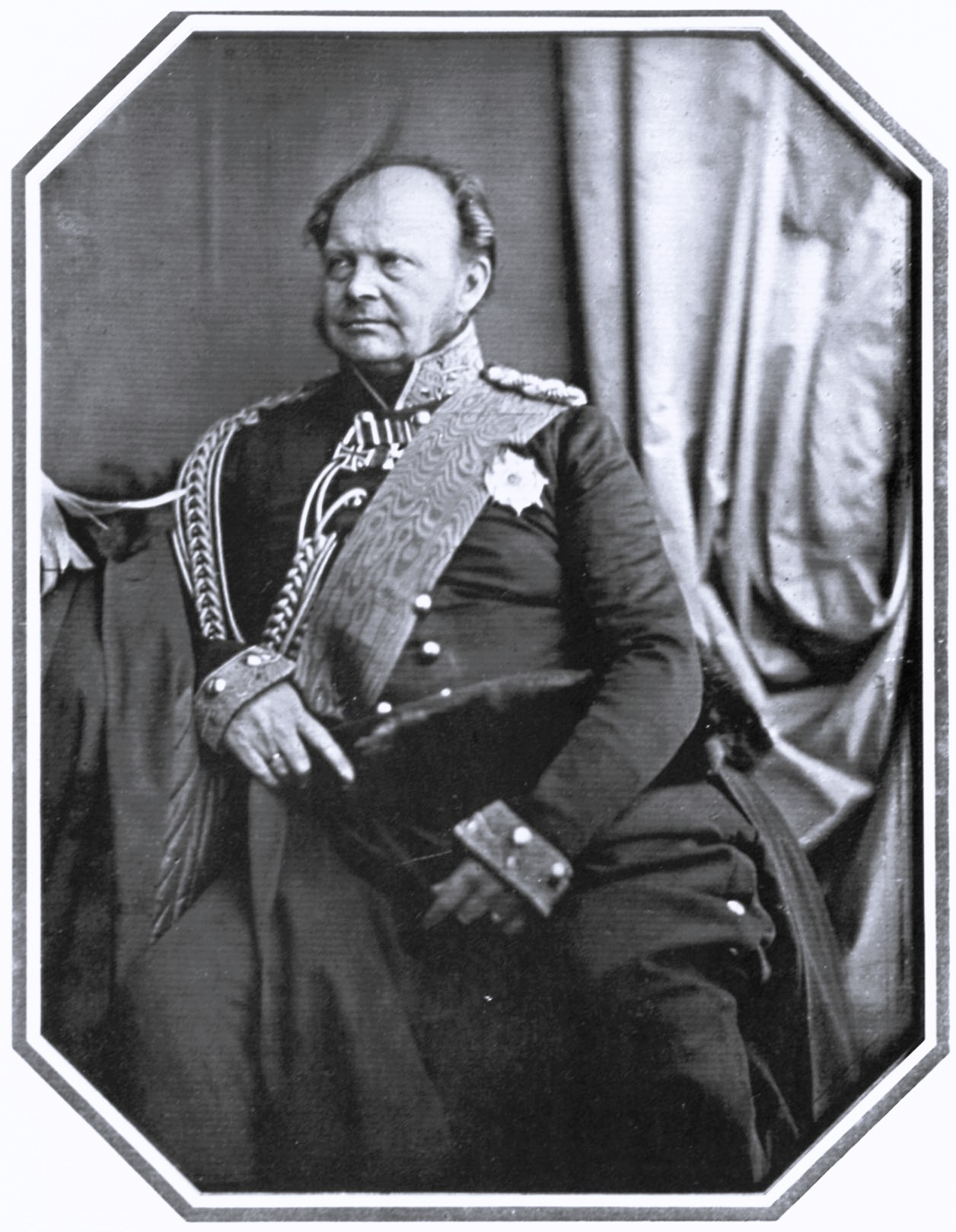
Federico Guglielmo IV.

Quasi un secolo dopo la costruzione del palazzo di Sanssouci, al trono di Prussia salì un ammiratore di Federico il Grande. Federico Guglielmo IV coltivava molteplici interessi, soprattutto nell'ambito dell'architettura e del giardinaggio paesaggistico. Fin da quando era principe ereditario, egli cercò di avvicinarsi al mondo del suo pro-prozio e nel 1815 si trasferì negli appartamenti del castello di Berlino che un tempo erano stati abitati da Federico II. Nel 1835 ottenne il permesso di abitare anche nel palazzo di Sanssouci, sebbene lui e sua moglie Elisabetta Ludovica di Baviera avessero a disposizione il castello di Charlottenhof, costruito pochi anni prima nella parte sud-occidentale del parco di Sanssouci. La coppia principesca abitò nelle antiche stanze degli ospiti, nell'ala occidentale del corpo principale, mentre le stanze di Federico II nell'ala orientale furono destinate agli eventi mondani.
Dopo la salita al trono nel 1840, la necessità di ospitare una corte di maggiori dimensioni impose il rifacimento e l'ampliamento delle due ali laterali. I progetti furono realizzati dall'architetto Ludwig Persius, sulla base degli schizzi dello stesso Federico Guglielmo IV. Fra il 1841 e il 1842 le vecchie ali laterali furono demolite e, sotto la guida dell'architetto Ferdinand von Arnim, allungate e sopraelevate. Il mobilio venne mantenuto e ove possibile i pezzi mancanti furono sostituiti con mobili dell'epoca federiciana. La camera dov'era morto Federico II, che era stata rimaneggiata per volere di Federico Guglielmo II, avrebbe dovuto essere ripristinata secondo lo stile originario, ma tale intenzione non fu messa in atto, in quanto Federico Guglielmo IV giudicò i progetti non sufficientemente autentici.
Nel 1845 la terrazza superiore del vigneto, che all'epoca di Federico II era quasi spoglia, provvista solo di pergolati, padiglioni in metallo e sculture, venne decorata con vasi e giochi d'acqua realizzati da Ludwig Persius e Ludwig Ferdinand Hesse e fu cinta con una balaustra di marmo, mentre sulle terrazze sottostanti vennero realizzati pozzi per attingere l'acqua. Inoltre, sulle terrazze furono coltivati piccoli boschetti di piante. Nel 1848 vennero collocate dieci (oggi otto) panchine di marmo fra le statue intorno alla fontana nel parterre. Allo stesso anno risalgono anche le quattro colonne marmoree con copie di antiche sculture, collocate nelle aiuole circostanti la grande fontana, nonché le quattro pareti con vasche di marmo e statue delle muse Clio, Polimnia, Euterpe e Urania, collocate due a ovest e due a est della grande fontana. Nel 1866 nella parte meridionale del parterre, sull'asse centrale, fu collocata una copia in scala ridotta del monumento equestre di Federico il Grande che oggi si trova presso l'Orangerie.
Federico Guglielmo IV morì nel palazzo di Sanssouci il 2 gennaio 1861 e fu sepolto nella cripta della vicina chiesa della pace. L'ultima abitante del palazzo fu la sua vedova Elisabetta Ludovica, che visse ancora tredici anni a Sanssouci, finché morì il 14 dicembre 1873 e fu sepolta accanto al marito.

### Sanssouci dalla fine dell'Ottocento ad oggi

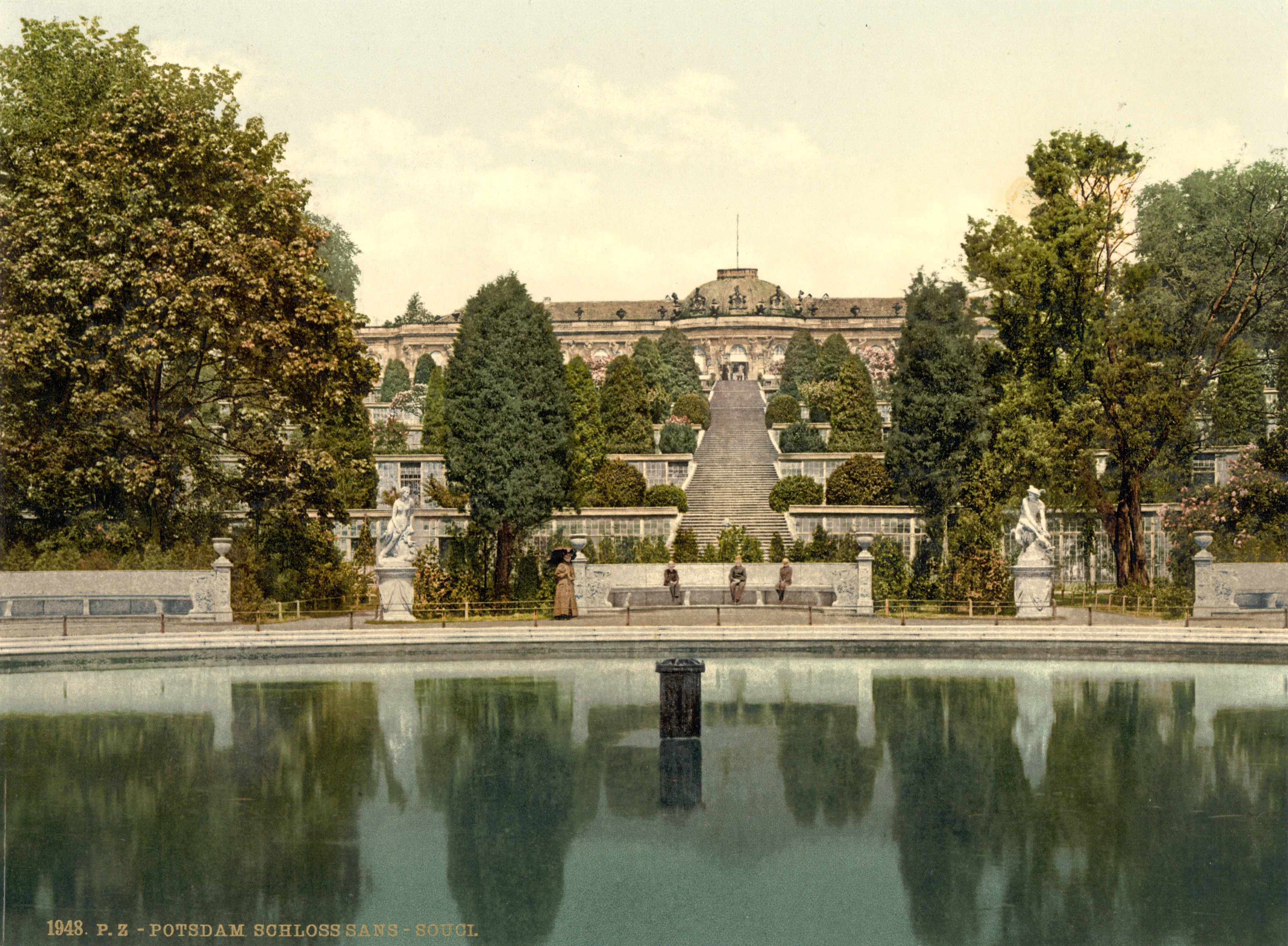
Il palazzo di Sanssouci e le terrazze verso il 1900.

Dopo il 1873 Guglielmo I destinò il palazzo di Sanssouci e il suo mobilio a scopi museali, per cui esso appartiene al novero dei più antichi palazzi-museo della Germania. Dopo la prima guerra mondiale e la fine della monarchia il palazzo rimase dapprincipio in proprietà degli Hohenzollern, poi, nel 1927, passò sotto la custodia della neocostituita "Verwaltung der Staatlichen Schlösser und Gärten" ("Amministrazione dei castelli e giardini statali"). L'intera struttura fu resa accessibile al pubblico. Sotto la direzione del direttore Ernst Gall, l'ente gestore, con il sostegno dei Musei statali di Berlino, cercò di ripristinare la sistemazione dei locali com'era al tempo di Federico II. Fra l'altro, lo scrittoio di Federico il Grande fece ritorno nello studio del re a Sanssouci. Lo stesso spirito improntato alla tutela e alla ricostruzione dell'impianto originario caratterizzò il lavoro di Georg Potente, direttore del parco di Sanssouci dal 1927. Nell'ambito dei lavori di ripristino, egli eliminò i numerosi alberi cresciuti sulle terrazze, vi sistemò nuove piante e tolse dalla terrazza superiore i giochi d'acqua e le statue risalenti all'epoca di Federico Guglielmo IV.
Quando cominciarono i bombardamenti aerei su Berlino durante la seconda guerra mondiale, nel 1942 numerosi oggetti d'arte vennero trasferiti a Rheinsberg e Bernterode. Dal palazzo di Sanssouci furono prelevati i dipinti di pittori francesi del XVIII secolo, i vasi di porcellana di Meissen, quasi tutti i mobili e la biblioteca di Federico II. Alcuni mobili, quasi tutte le sculture e le cornici dei quadri rimasero nel palazzo. I combattimenti che ebbero luogo presso Potsdam nell'aprile 1945 lasciarono intatti gli edifici a Sanssouci, a parte il Mulino storico e l'adiacente chalet, che furono bruciati completamente nel corso di un'azione militare (il Mulino storico fu ricostruito in stile fra il 1983 e il 1993). Dopo l'ingresso dell'armata rossa a Potsdam il 27 aprile 1945, il parco di Sanssouci fu posto sotto il comando del tenente colonnello Evgenij Fëdorovič Lučuvejt e chiuso al pubblico fino al 4 giugno 1946. Gli oggetti d'arte depositati a Rheinsberg o rimasti a Sanssouci furono in gran parte trasferiti in Unione Sovietica come bottino di guerra e furono restituiti solo parzialmente nel 1958. Gli oggetti d'arte trovati dai soldati americani a Bernterode furono portati inizialmente nel museo di Wiesbaden e poi, nel 1957, nel castello di Charlottenburg a Berlino Ovest.
Nel 1990, dopo la riunificazione tedesca, due dipinti di Jean-Baptiste Joseph Pater, Il sultano nel parco e L'indovina, che erano stati portati a Rheinsberg, furono riportati a Sanssouci dopo essere stati riacquistati presso un commerciante d'arte. Nel 1992 la biblioteca di Federico II tornò a Sanssouci da Charlottenburg. Fra il 1993 e il 1995 seguirono trentasei dipinti a olio e due busti marmorei di Anfitrite e di Nettuno di Lambert-Sigisbert Adam.
Dal 1º gennaio 1995 il palazzo di Sanssouci e il suo parco sono amministrati dalla Fondazione dei castelli e giardini prussiani di Berlino-Brandeburgo (in tedesco: SPSG, Stiftung Preußische Schlösser und Gärten Berlin-Brandenburg).

## Descrizione del palazzo
Il palazzo di Sanssouci, piuttosto modesto nelle sue dimensioni per un sovrano, aveva in origine dodici locali, dei quali solo cinque erano abitati da Federico II. Esso testimonia il cambiamento nell'architettura di corte verso la metà del XVIII secolo. Le residenze barocche, edificate secondo il modello della reggia di Versailles, servivano soprattutto a magnificare la potenza politica ed economica di coloro che ne commissionavano la costruzione. Spesso le loro dimensioni andavano ben al di là delle esigenze abitative del sovrano e delle necessità della corte.
Questo eccesso di lusso e di dimensioni suscitò il desiderio di intimità e di comodità. Il mutamento non fu tuttavia radicale, ma avvenne gradualmente. Federico II, che durante la sua vita preferì gli stili barocco e rococò, ancora vent'anni dopo la costruzione del palazzo di Sanssouci fece edificare il Neues Palais nella parte occidentale del parco. Al termine della guerra dei sette anni, con questo palazzo di rappresentanza il re voleva dare una dimostrazione della potenza della Prussia. Egli stesso ne definì la costruzione come la sua "fanfaronnade".

### Galleria d'immagini

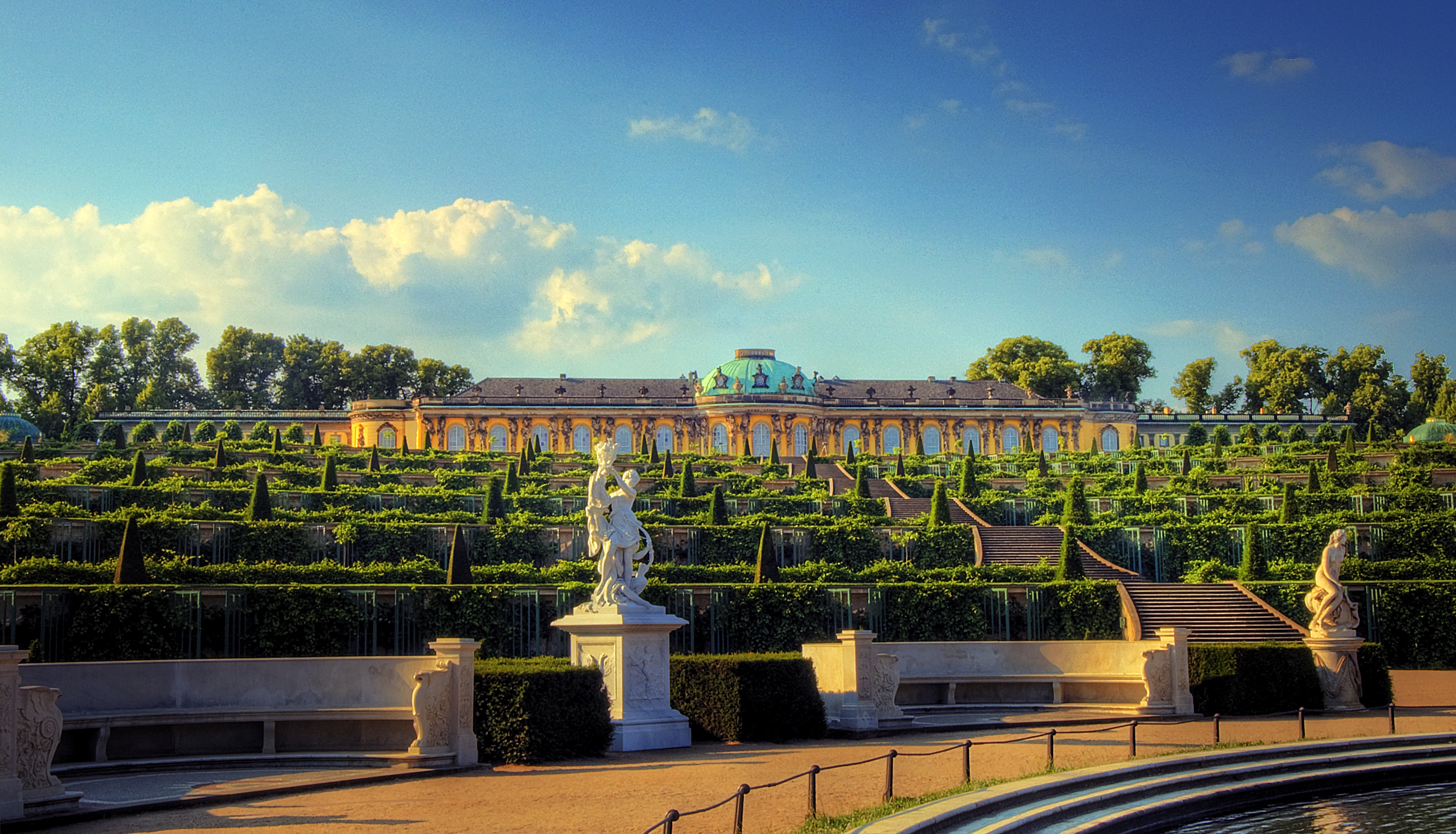
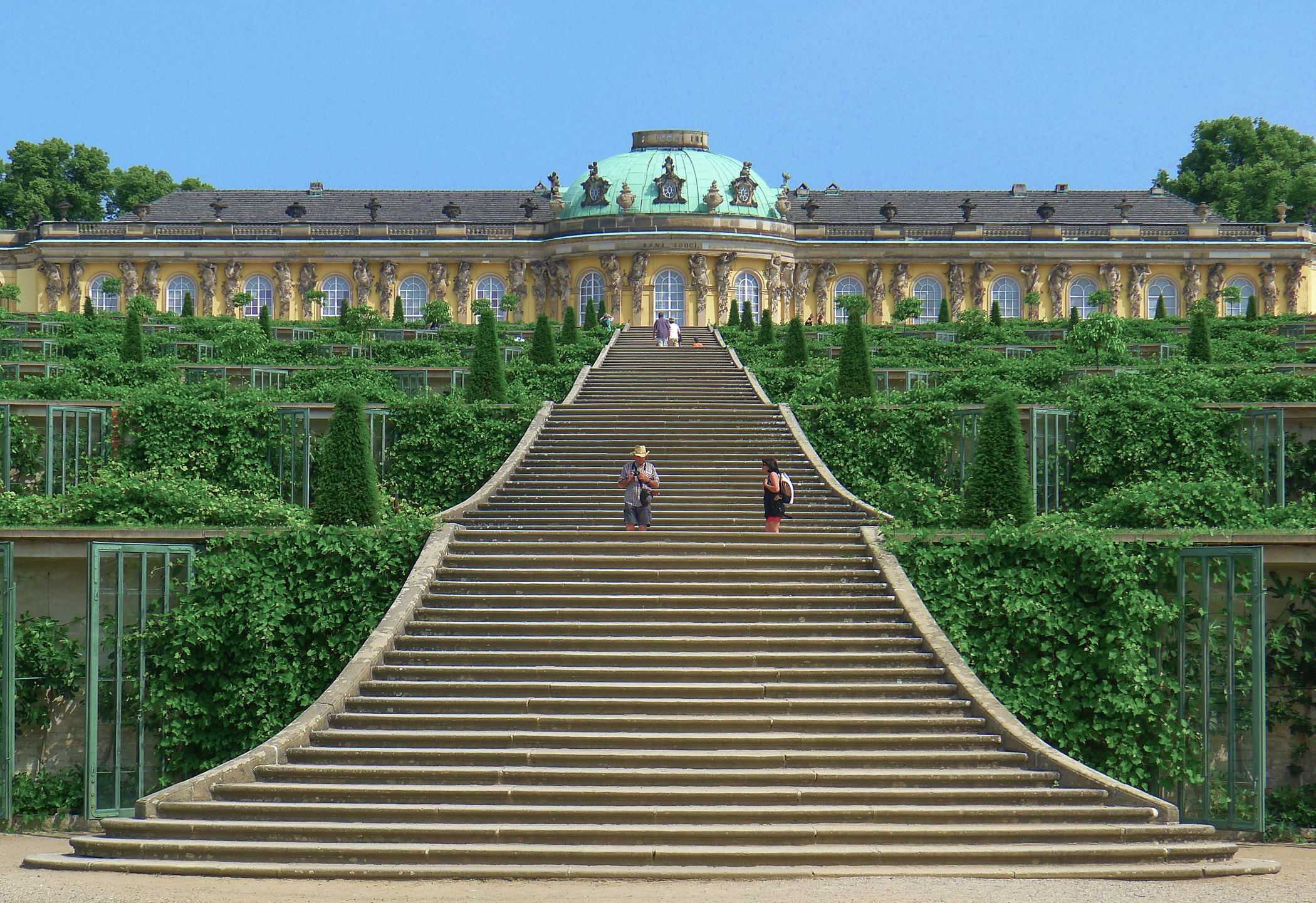
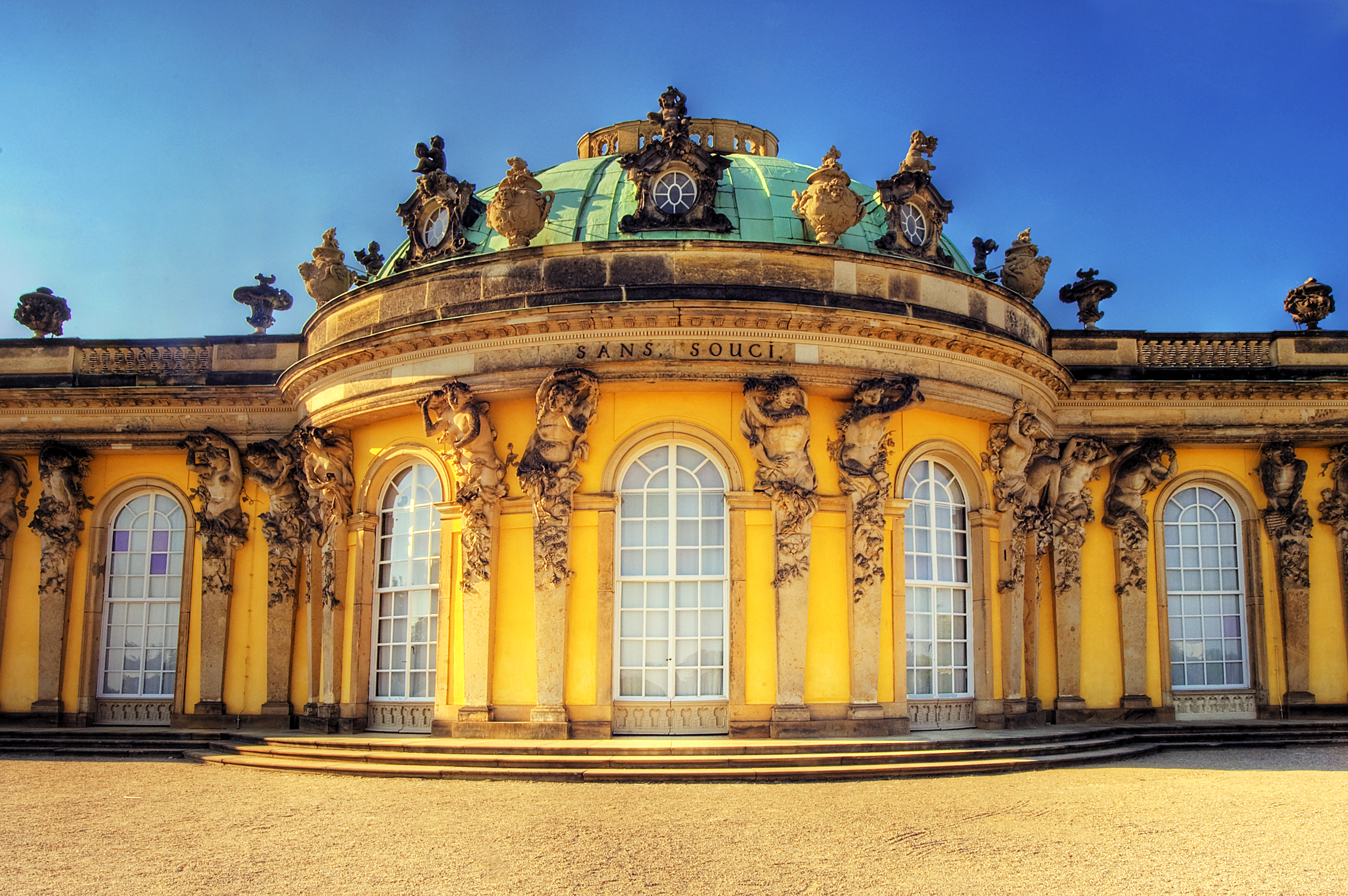

### L'esterno

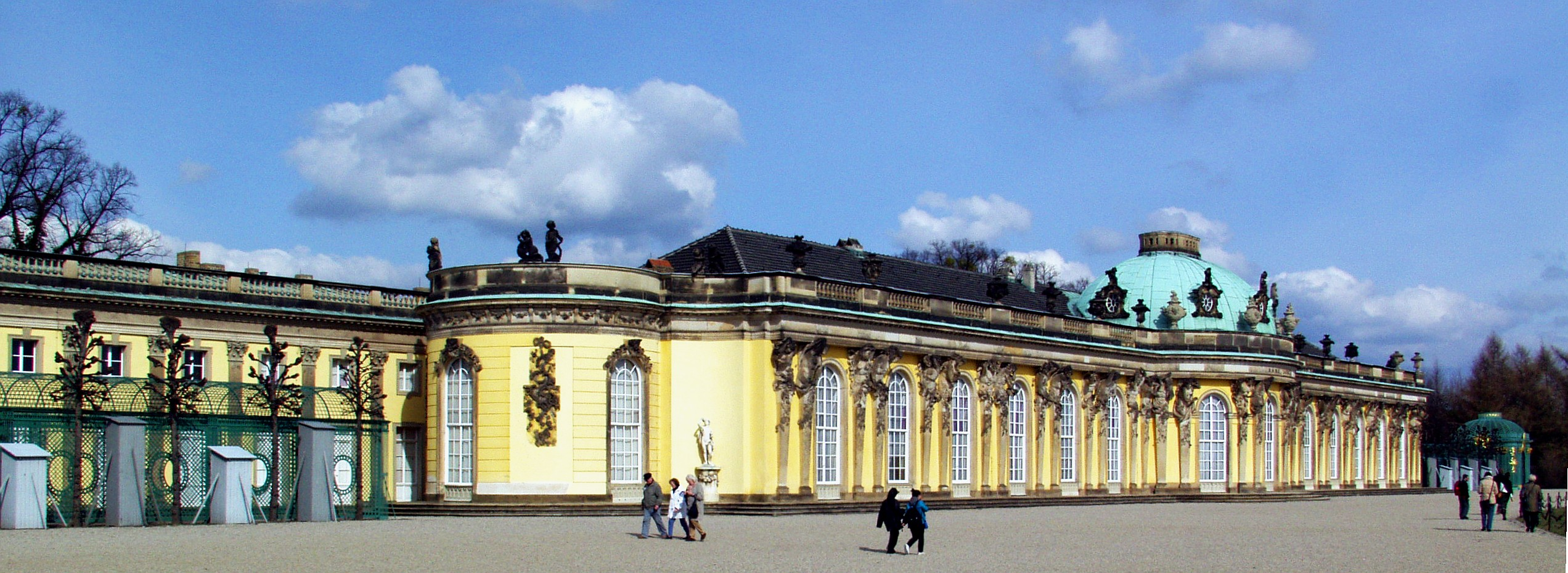
La facciata meridionale.

Il corpo principale, ad un solo piano, occupa con le sue ali laterali quasi l'intera larghezza della terrazza superiore. La lunghezza dell'edificio, con i due gazebo rotondi ai lati, ammonta a 292 piedi (91,6 metri) e la larghezza 49 piedi (15,3 metri) [...] l'altezza complessiva all'esterno è di 39 piedi e 2 pollici (12,5 metri). La parte centrale della facciata meridionale è caratterizzata da un corpo semiovale sporgente, coronato da una cupola. Sopra la finestra centrale è scritto il nome del palazzo, in lettere di bronzo dorato. Fra le finestre, ad arco a tutto sesto, diciotto coppie di telamoni e cariatidi sostengono la cornice sovrastante. Le sculture in pietra arenaria raffigurano satiri e baccanti e furono scolpite sul posto nel 1746 da Friedrich Christian Glume. Quest'ultimo e suo padre Johann Georg Glume, nonché le botteghe degli scultori Johann Melchior Kambly und Matthias Müller, realizzarono le sculture che decorano la balaustra del tetto e i putti sopra gli abbaini della cupola.
Le ali laterali, che all'epoca di Federico II erano prive di decorazioni, ciascuna di 98 piedi (31 metri) di lunghezza e 35 piedi (11 metri) di larghezza, ospitavano la cucina, le stalle e i locali per la servitù. L'architetto Knobelsdorff le nascose con pergolati disposti simmetricamente, ciascuno dei quali termina con un gazebo abbellito da decorazioni dorate. Davanti ai pergolati sono collocati busti di personaggi romani e copie di vasi antichi. Nel gazebo orientale Federico II fece sistemare la statua del Fanciullo in preghiera, che aveva ricevuto nel 1747 dal principe Giuseppe Venceslao del Liechtenstein. Dal 1900 vi si trova una copia prodotta dalla fonderia "Bronce-Waaren-Fabrik L. C. Busch" di Berlino.

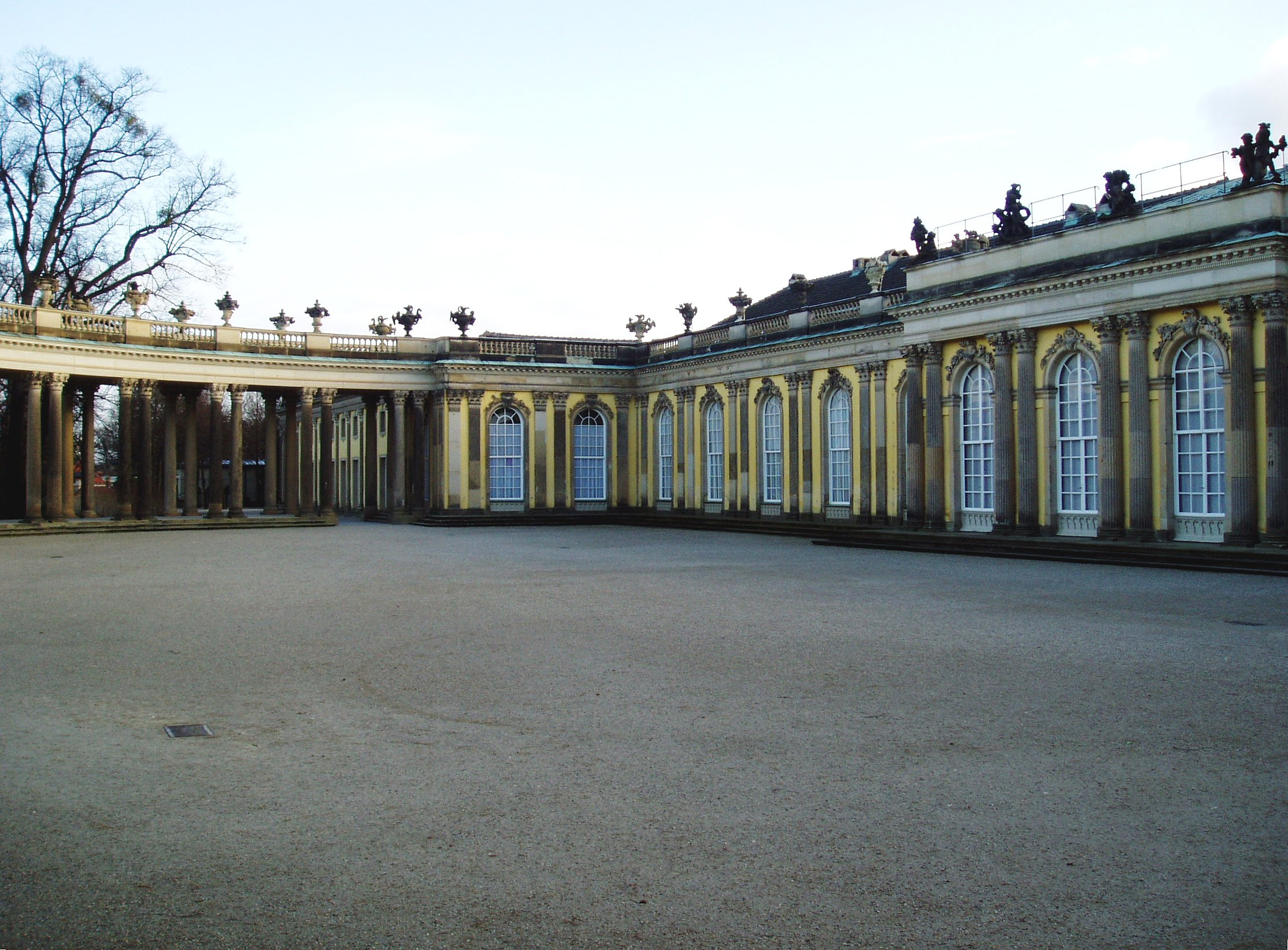
Il cortile d'onore: a destra la facciata nord, a sinistra parte del colonnato.

La sobria facciata settentrionale del palazzo è in forte contrasto con la facciata meridionale riccamente decorata di sculture. Al posto dei telamoni, la facciata nord è suddivisa da lesene corinzie. Il pendant del semiovale centrale sul lato sud è un piccolo avancorpo rettangolare con semicolonne e tetto spiovente. La facciata è chiusa da entrambi i lati dalla sporgenza ad angolo retto delle ali laterali. Il cortile d'onore, privo di ornamenti, è chiuso da un colonnato semicircolare, formato da quarantaquattro coppie di colonne che creano un portico che si interrompe verso nord, in corrispondenza della rampa di accesso. Come sulla facciata meridionale, il tetto dell'edificio e la copertura del colonnato sono decorati da una balaustra con vasi in pietra arenaria. Tralci di vite e festoni di fiori in pietra arenaria adornano le finestre e le portefinestre ad arco a tutto sesto.
Dopo la demolizione degli edifici risalenti all'epoca federiciana, furono costruite due ali laterali più lunghe, ciascuna con dieci finestre in asse e un portico con tre archi sul lato corto. Pur mantenendo la stessa altezza dell'edificio, le aggiunte vennero alzate di un piano e il tetto a terrazza fu nascosto da una balaustra. Le facciate riprendono gli elementi decorativi del lato settentrionale del corpo principale: lesene, balaustre e decorazioni furono realizzate in zinco e sabbiate, per cui appiaono molto simili ai loro modelli in pietra arenaria.

### L'interno

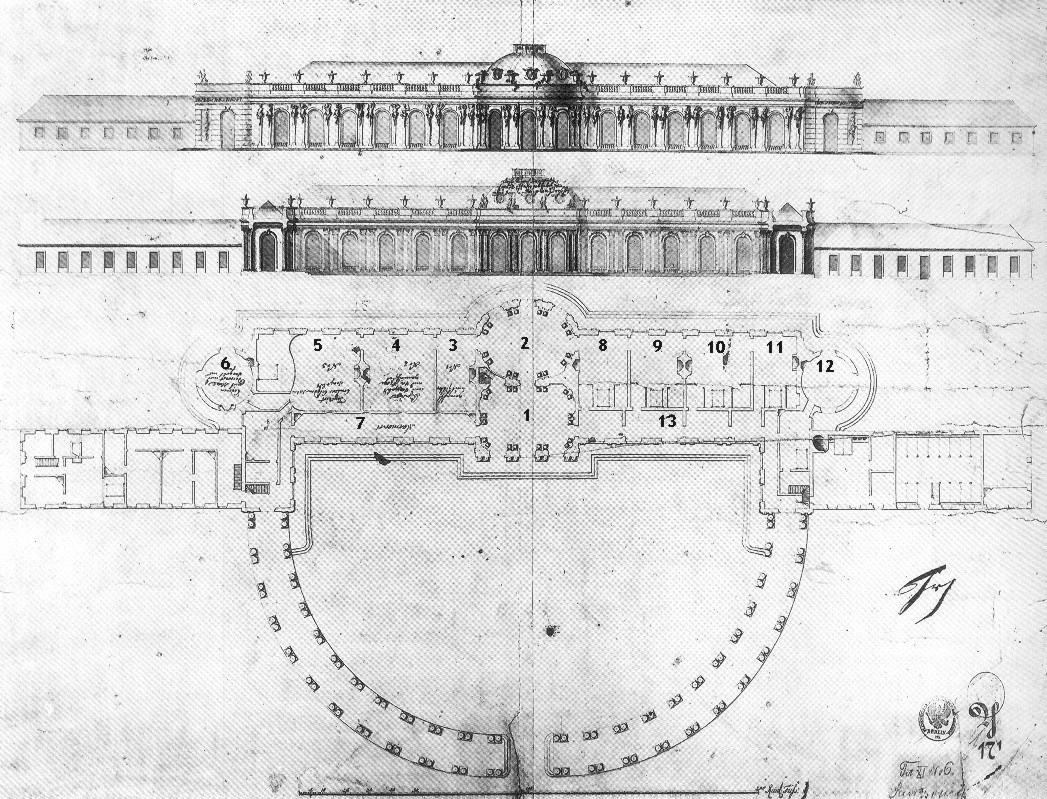
Progetto dell'architetto Knobelsdorff (1744-45): vedute esterne e pianta.
Legenda: 1 Vestibolo, 2 Sala di marmo, 3 Sala delle udienze, 4 Sala da concerto, 5 Studio e camera da letto, 6 Biblioteca, 7 Galleria, 8 Camera per ospiti, 9 Camera per ospiti, 10 Camera per ospiti, 11 "Camera di Voltaire", 12 "Camera di von Rothenburg", 13 Alloggi della servitù.

Il palazzo di Sanssouci rispecchia i canoni di una "residenza di piacere", dai cui locali, posti al piano terra, è possibile uscire senza fatica nei giardini. Anche nella distribuzione degli spazi interni fu messa al primo posto la comodità e vennero seguiti i dettami dell'architettura di corte francese. Dal centro si dipartono due file di camere: i locali più importanti danno a sud, verso il giardino, mentre i locali destinati alla servitù sono a nord. Ciascuna camera è collegata da una porta con il retrostante alloggio di servizio. Inoltre, i locali principali sono messi in comunicazione fra loro da porte in asse e formano quindi - secondo un tipico modello barocco - un'infilata di stanze, tale per cui risulta possibile apprezzare dall'interno e con un solo sguardo l'intera estensione del palazzo. Federico II tracciò gli schizzi del suo palazzo di Sanssouci secondo queste regole dell'architettura di corte, ma tenne anche conto dei suoi personali desideri ed esigenze di comodità.
Anche nella decorazione degli interni Federico II decise in dettaglio come dovevano risultare le varie stanze. Artisti come i fratelli Johann Michael e Johann Christian Hoppenhaupt, i fratelli Johann Friedrich e Heinrich Wilhelm Spindler, Johann August Nahl e Johann Melchior Kambly realizzarono opere d'arte in stile rococò, seguendo spesso disegni abbozzati dal re. Per quel che riguardava la sua persona, Federico II era alieno da ogni brama di lusso. Si curava poco dell'etichetta e della moda - in tarda età non era insolito che indossasse vestiti lisi o poco puliti - ma aveva il desiderio di circondarsi di cose nobili e belle. Aveva un gusto fine per tutto ciò che era bello e fece decorare il suo palazzo privato secondo le sue proprie esigenze e inclinazioni, ignorando spesso le tendenze comuni. Da questa personale interpretazione dell'arte del Settecento deriva l'espressione di rococò federiciano.
La struttura del palazzo di Sanssouci appare molto semplice. Al centro del palazzo si trovano, sull'asse nord-sud, il vestibolo e l'ovale "sala di marmo". Verso est si trova l'appartamento privato del re, con la sala delle udienze, la sala da concerto, lo studio/camera da letto e la biblioteca, dietro cui si estende una lunga galleria. Verso ovest si trovano invece cinque camere per ospiti.

#### Il vestibolo
Il vestibolo, al quale si accede dal cortile d'onore, costituisce un ingresso di rappresentanza che non fa certo intuire subito il carattere intimo del palazzo. In esso si ripetono le colonne accoppiate che caratterizzano il colonnato esterno. Le pareti del locale rettangolare, infatti, sono ritmate da dieci coppie di colonne corinzie di finto marmo, con basi e capitelli dorati. Esse si ergono davanti a pilastri corinzi, che sporgono solo leggermente dalle pareti. Il dipinto sul soffitto a volta, opera del pittore svedese Johann Harper, mostra la dea romana Flora con Geni che spargono fiori e frutti dal cielo. Alle tre portefinestre sul lato nord, che danno verso il cortile d'onore, corrispondono sulla parete di fronte tre finte architetture con porte.
Sopra la porta centrale a sud, che conduce alla "sala di marmo", e sopra le due porte sulle pareti laterali sono collocati dei soprapporta dorati, realizzati a bassorilievo da Georg Franz Ebenhech. Con le loro raffigurazioni ispirate al mito di Bacco, essi creano un legame con il tema del vigneto, così come fanno gli ornamenti dei pannelli delle porte, opera di Johann Christian Hoppenhaupt, con tralci di vite, erme ed emblemi musicali. La copia in marmo dell'Ares Ludovisi (il cui originale è conservato nel Museo nazionale romano di palazzo Altemps), opera del 1730 di Lambert-Sigisbert Adam, giunse a Sanssouci nel 1752 come dono di Luigi XV di Francia. La statua di Agrippina minore, scolpita nel 1846 da Heinrich Berges, è un'aggiunta successiva. Al suo posto Federico II aveva fatto collocare una statua di Mercurio, proveniente dalla collezione di sua sorella Guglielmina.

#### La sala di marmo

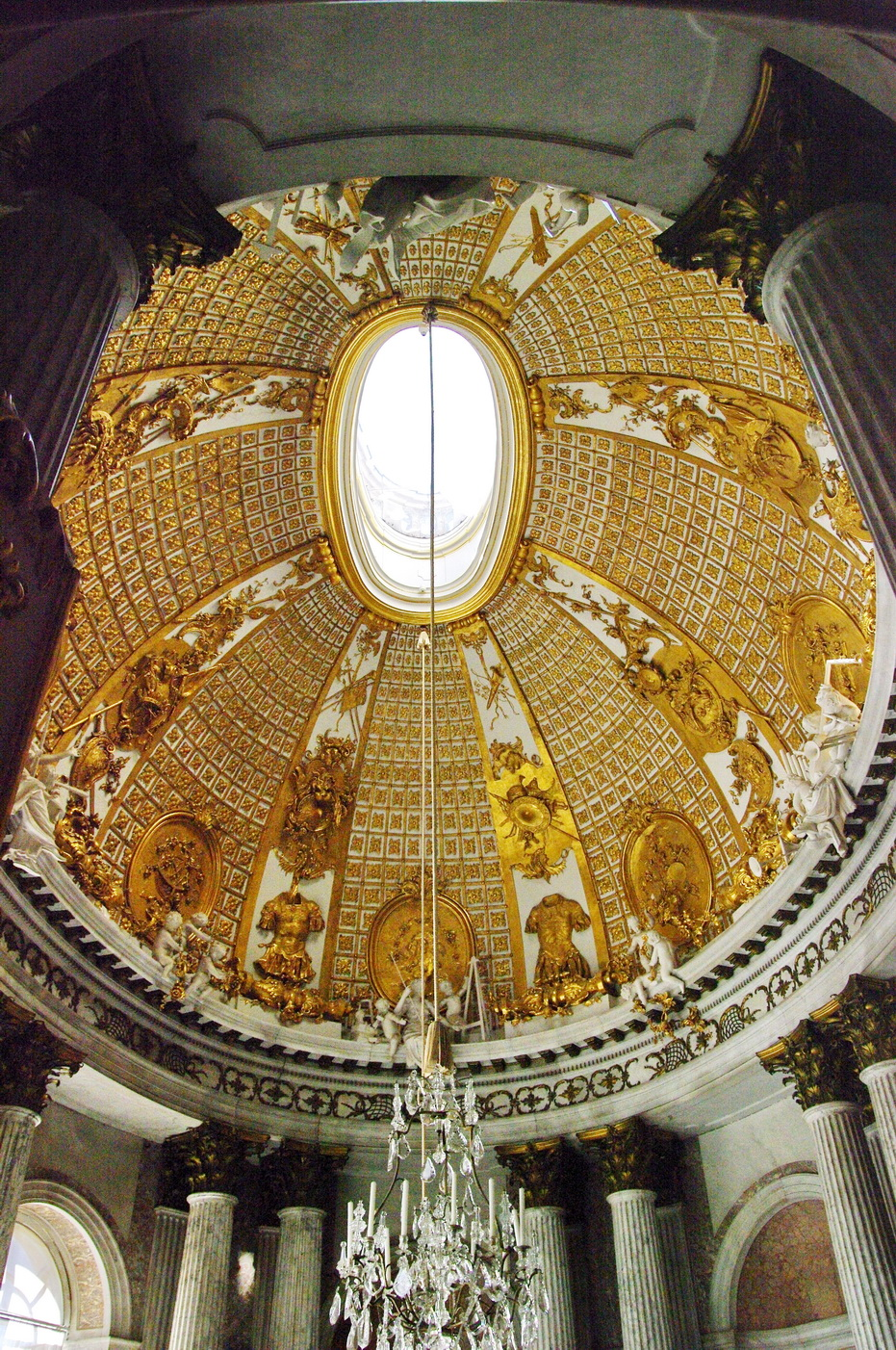
La volta della sala di marmo.

La sala di marmo, al centro del palazzo, aveva la funzione di sala delle feste. Per la pianta ovale e per la cupola, con un'apertura ovale sulla sommità, l'architetto Knobelsdorff si ispirò al Pantheon di Roma. Il marmo di Carrara e della Slesia, che dà il nome a questo ambiente, si trova nelle colonne, alle pareti, nelle strombature delle finestre e negli intarsi del pavimento. Le decorazioni in stucco dorato della cupola sono opera di Carl Joseph Sartori e Johann Peter Benkert: essi divisero la volta in spicchi decorati con piccoli cassettoni, emblemi militari e medaglioni raffiguranti attributi delle arti e delle scienze. Sul cornicione, quattro gruppi di figure femminili e putti, opera di Georg Franz Ebenhech, rappresentano l'architettura civile e militare, l'astronomia e la geografia, la pittura e la scultura, la musica e la poesia. La disposizione delle otto coppie di colonne corinzie replica quella del vestibolo. Nelle nicchie accanto alla porta sono collocate le sculture scolpite nel 1748 da François Gaspard Adam: Apollo si rivolge verso Venere Urania, tenendo in mano un libro aperto; si tratta dell'opera De rerum natura del poeta latino Lucrezio, come dimostrano le lettere dorate che vi appaiono (Te sociam studeo scribendis versibus esse / Quos ego de rerum natura pangere conor. Il busto bronzeo del re di Svezia Carlo XII di Svezia, di Jacques Philippe Bouchardon, è documentato fra gli arredi della sala di marmo dal 1775. Federico II lo ricevette in dono da sua sorella Luisa Ulrica nel 1755.

#### La sala delle udienze
Al tempo di Federico II la sala delle udienze fu utilizzata anche come sala da pranzo. Fu in questo ambiente, che nelle giornate più fredde poteva essere riscaldato, che ebbero probabilmente luogo i pasti conviviali del re, e non - come raffigurato da Adolph von Menzel nel suo celebre dipinto "Tavolata a Sanssouci" - nella sala di marmo, la quale servì a questo scopo solo in certe particolari occasioni. Il locale è dominato da innumerevoli dipinti di pittori francesi del XVIII secolo. Alle pareti, coperte da una tappezzeria di damasco in seta color viola pallido, sono appese opere di Jean-Baptiste Joseph Pater, Jean-François de Troy, Pierre-Jacques Cazes, Louis de Silvestre, Antoine Watteau e altri. I rilievi dei soprapporta, con putti che giocano con fiori e libri, sono opera di Friedrich Christian Glume. Il dipinto del soffitto, Zefiro incorona di ghirlande Flora di Antoine Pesne, mostra il dio dei venti con la dea dei fiori.

#### La sala da concerto

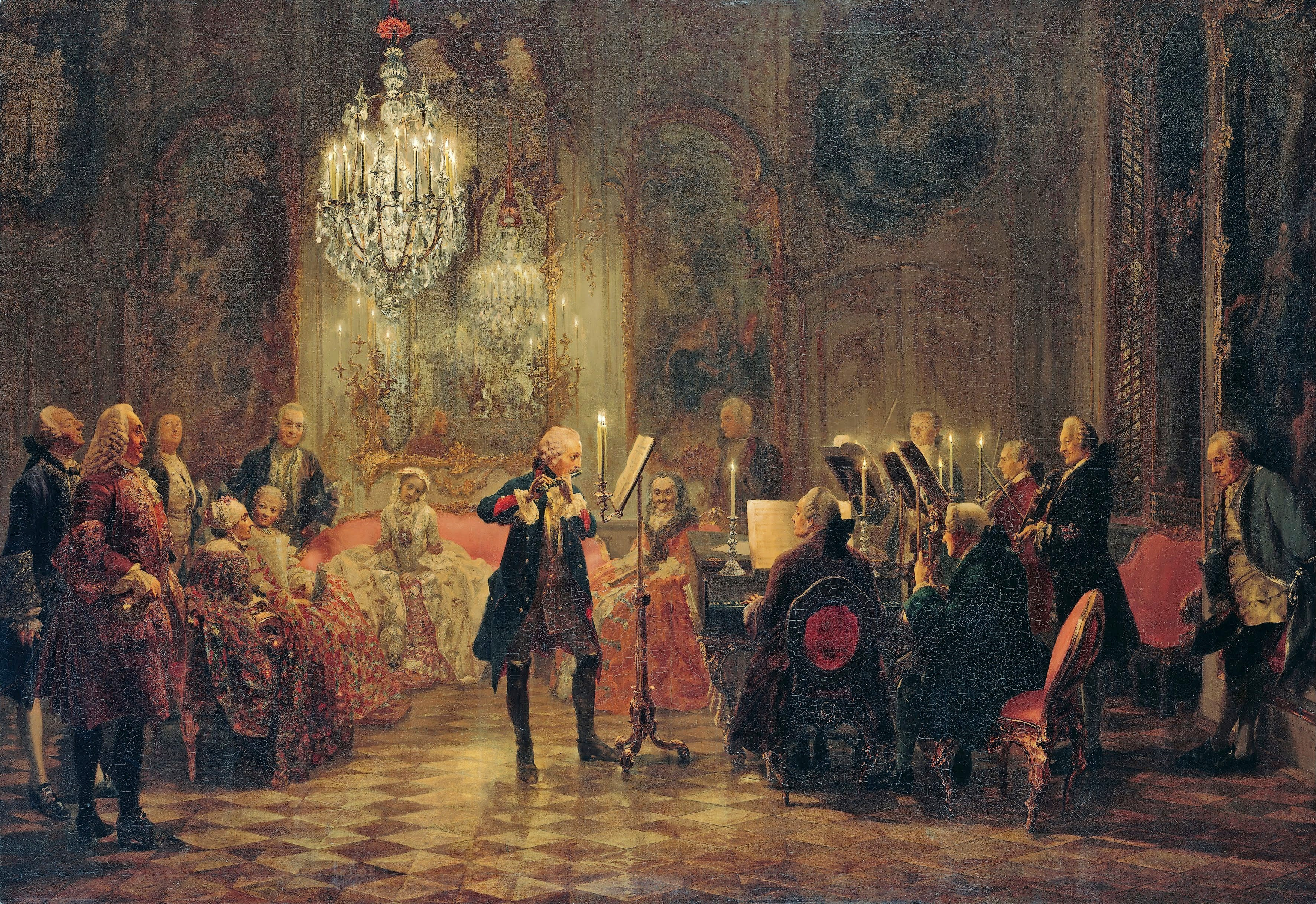
Concerto di Federico II a Sanssouci.

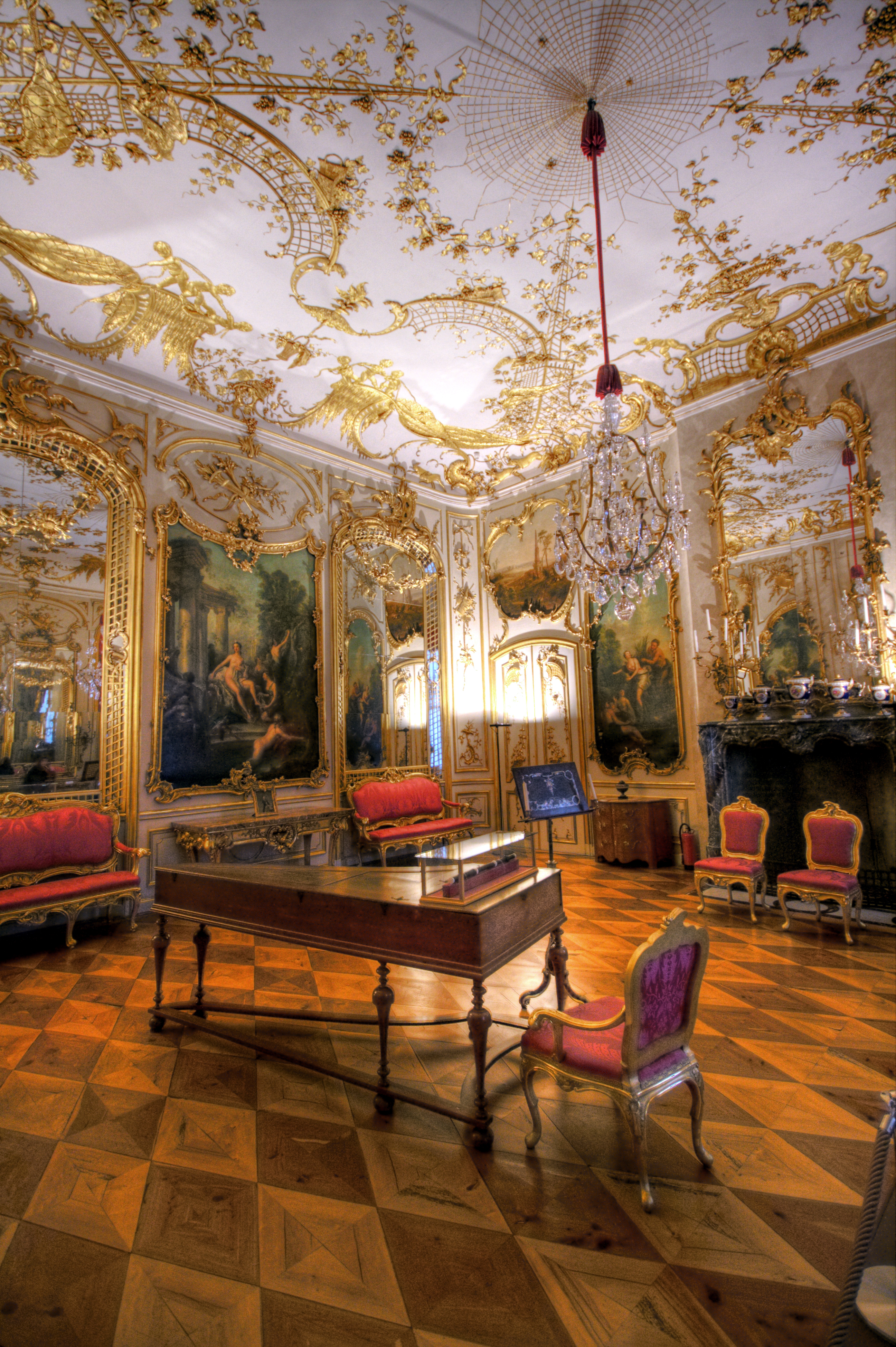
La sala da concerto.

Nella sala da concerto, sulle pareti e sul soffitto di color bianco, è visibile l'esuberante ornamentazione dorata della rocaille. I dipinti e gli specchi delle pareti sono inseriti nelle decorazioni e vengono avvolti dai tipici ornamenti arcuati e circonvoluti dell'arte rococò. Le cornici in legno provengono dalla bottega dello scultore Johann Michael Hoppenhaupt. I dipinti delle pareti, realizzati nel 1747 da Antoine Pesne, raffigurano Pigmalione e Galatea, Vertumno e Pomona, Diana con le sue ninfe al bagno, Pan e Siringa, Bacco e Arianna. Due dipinti dei sopraporta, con paesaggi, antichi monumenti e rovine, sono opera di Charles Sylva Dubois, mentre un altro paesaggio e la veduta del palazzo di Sanssouci sono di Antoine Pesne. Il fortepiano di Gottfried Silbermann dell'anno 1746 e il leggio di Federico II, realizzato nel 1767 dall'intagliatore Johann Melchior Kambly, testimoniano l'uso cui era destinato questo ambiente.

#### Lo studio/camera da letto
All'epoca di Federico II il locale destinato a studio e camera da letto appariva così riccamente decorato di stucchi e intagli come la sala da concerto. Dopo il rimaneggiamento in stile neoclassico ad opera dell'architetto Friedrich Wilhelm von Erdmannsdorff, solo il caminetto rimase al suo posto. La tappezzeria di seta color celadon, decorata con intagli di legno dorato, fu sostituita con una tappezzeria verde chiaro. L'antico soffitto era stato dipinto da Johann Fischer con una specie di velario, intorno al quale si raggruppavano segni zodiacali, scene di sacrificio e divinità, mentre nei pennacchi apparivano allegorie della fama, della pace, dell'arte della guerra e della poesia. L'originario parapetto con putti, riccamente adornato, che separava la parte della camera destinata al lavoro da quella destinata al riposo, fu sostituita da un basamento sul quale poggiano due colonne ioniche e due pilastri decorati con festoni di fiori e frutti. Verso la metà del XIX secolo Federico Guglielmo IV ordinò di riportare nella stanza una parte del mobilio federiciano - fra cui la poltrona dove morì Federico II - e inoltre fece appendere alle pareti vari dipinti raffiguranti per lo più Federico II, realizzati da Antoine Pesne, Johann Georg Ziesenis, Joachim Martin Falbe, Charles-Antoine Coypel, Edward Francis Cunningham, Christian Bernhard Rode, Johann Christoph Frisch e Anton Graff.

#### La biblioteca
La biblioteca si discosta dai dettami dell'architettura francese per la sistemazione degli ambienti nei palazzi. L'ambiente circolare si trova quasi nascosto, fuori dall'infilata di stanze, alla fine dell'appartamento del re ed è raggiungibile solo dallo studio attraverso uno stretto passaggio. La sistemazione sottolinea il carattere privato di questo locale, nel quale il "filosofo di Sanssouci" si poteva ritirare indisturbato,.protetto dalle pareti pannellate con legno di cedro, sulle quali si innestano gli scaffali dello stesso legno. L'armonico combinarsi del colore bruno con le ornamentazioni dorate crea un'atmosfera tranquilla. I quattro rilievi in bronzo sopra gli armadi, che raffigurano allegorie delle arti, sono opera di Benjamin Giese. Il caminetto e i sedili sono accolti da nicchie. Gli scaffali sono carichi di circa 2100 volumi di poesia e storiografia greca e romana in traduzione francese, nonché letteratura francese del XVII e del XVIII secolo, fra cui primeggiano le opere di Voltaire. La letteratura tedesca riceveva scarsa attenzione da Federico II. I libri sono rilegati in pelle di capra marrone o rossa e dorati riccamente. In tutte le sue biblioteche il re possedeva la medesima raccolta di opere e dal 1771 fece scrivere sulla copertina di ogni libro una lettera dorata per identificare la relativa biblioteca di appartenenza.

#### La galleria
Anche per la galleria che si trova a nord, dietro l'appartamento del re, Federico II si discostò dal modello previsto dall'architettura di corte francese, secondo cui in questo ambiente si sarebbero dovuti realizzare alloggi per la servitù. La parete dello stretto e lungo ambiente è suddivisa da nicchie, nelle quali sono poste sculture in marmo di divinità greco-romane provenienti dalla collezione del cardinale Melchior de Polignac. Sopra cinque divani sono appesi dipinti di Nicolas Lancret, Jean-Baptiste Joseph Pater e Antoine Watteau. Verso la parete esterna, fra gli specchi e le finestre che danno sul cortile d'onore, stanno dieci busti marmorei su piedistalli, mentre sui caminetti ai due capi della galleria si trovano i due busti di Anfitrite e di Nettuno, opera di Lambert-Sigisbert Adam. Il dipinto del soffitto, diviso in cinque sezioni da decori a forma di tralci di vite, è opera di Johann Gottlieb Glume e mostra dei putti che gettano fiori. Il dipinto sul soprapporta orientale, raffigurante le rovine di un tempio, fu realizzato da Charles Sylva Dubois, mentre gli ornamenti sul soprapporta occidentale sono di Antoine Pesne.

#### Le camere per ospiti
Quale pendant dell'appartamento del re, che si estende a est della sala di marmo, verso ovest si sviluppano cinque camere per ospiti, le prime quattro delle quali hanno un'alcova addossata alla parete settentrionale. Accanto a questo letto si apre una porta che conduce, attraverso uno stretto passaggio, all'alloggio dei servitori situato sul lato nord del palazzo, mentre una seconda porta si apre su un piccolo stanzino destinato al deposito del vestiario. Tutte le camere sono provviste di caminetto e oggi sono arredate con mobili e oggetti d'arte del XVIII secolo.
Le pareti della prima camera per ospiti sono coperti da pannelli di legno verniciati di bianco, decorati da Friedrich Wilhelm Hoeder con ornamenti di colore rosa chiaro e cineserie. Il locale fu modificato già nel 1747, quando sopra i pannelli venne teso un satin blu: probabilmente il legno troppo umido aveva cominciato a creparsi, per cui si era dovuto coprirlo in tale maniera. Dopo la rimozione del satin nel 1953, i quattordici dipinti che fino ad allora erano collocati nella stanza avrebbero coperto la decorazione di Hoeder: essi vennero perciò spostati e solo due opere di Antoine Pesne e Jean-Baptiste Joseph Pater trovarono posto sulla parete dell'alcova.
Le pareti della seconda e della terza camera per ospiti vennero fin dall'inizio coperte da una tappezzeria, la seconda a strisce blu e bianche, la terza a strisce rosse e bianche. I dipinti dei soprapporta, raffiguranti nature morte, sono di Augustin Dubuisson, un figlio di Jean Baptiste Gayot Dubuisson. Nella seconda camera sono inoltre appese opere di pittori del XVIII secolo, mentre nella terza si trovano vedute di Giovanni Paolo Pannini, Luca Carlevarijs, Michele Marieschi e altri.

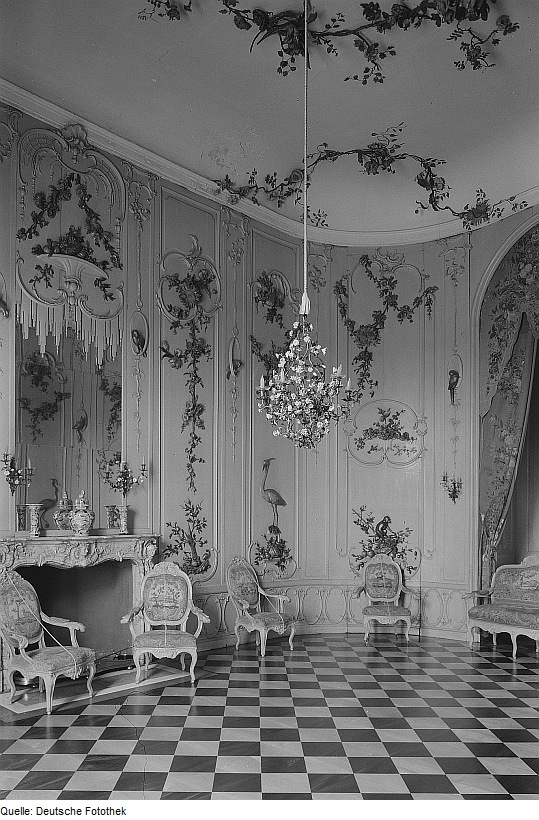
La "camera di Voltaire" o "camera dei fiori". Foto del 1950 circa.

Non si conosce con precisione chi abbia ricevuto il privilegio di alloggiare come ospite a Sanssouci. Il nome di un ospite illustre è tuttavia testimoniato dall'appellativo attribuito alla quarta camera per ospiti, nota come "camera di Voltaire". Ad onor del vero, non è certo che Voltaire abbia dormito nel palazzo di Sanssouci fra il 1750 e il 1753, giacché egli aveva il suo alloggio nel castello di Potsdam; comunque, durante quei tre anni egli fu spesso ospite di Federico II. In un inventario del 1782 la "camera di Voltaire" viene designata come "camera dei fiori" e fu il primo ambiente del palazzo a richiedere lavori di restauro, probabilmente a causa dell'umidità del legno: già nel 1752/53 Johann Christian Hoppenhaupt realizzò una nuova pannellatura. L'originaria decorazione dipinta da Friedrich Wilhelm Hoeder di colore grigio-lillà è ancora visibile nell'alcova. Hoppenhaupt creò una pannellatura in legno di quercia laccato di giallo, cui aggiunse intagli di legno di vari colori, raffiguranti fiori, frutti, arbusti e animali. La decorazione floreale dai colori vivaci prosegue negli stucchi e negli elementi in ferro del soffitto. Nel 1889 Guglielmo II fece fare a Friedrich Elias Meyer una copia in porcellana di un busto di Voltaire, che nel 1905 fu collocata nella "sua" camera a Sanssouci.
La quinta camera per ospiti, che chiude l'ala occidentale del corpo centrale, forma un pendant con la biblioteca, della quale riprende la stessa forma circolare. L'appellativo che la contraddistingue, "camera di von Rothenburg", si riferisce ad un confidente di Federico II, il conte Friedrich Rudolf von Rothenburg, che alloggiò regolarmente a Sanssouci fino alla sua morte nel 1751. La pannellatura di colore verde chiaro fu decorata da Friedrich Wilhelm Hoeder con cineserie simili a quelle della prima camera per ospiti. I dipinti nell'alcova, di un artista ignoto, mostrano grottesche che ricordano quelle di Antoine Watteau.

#### Le ali laterali

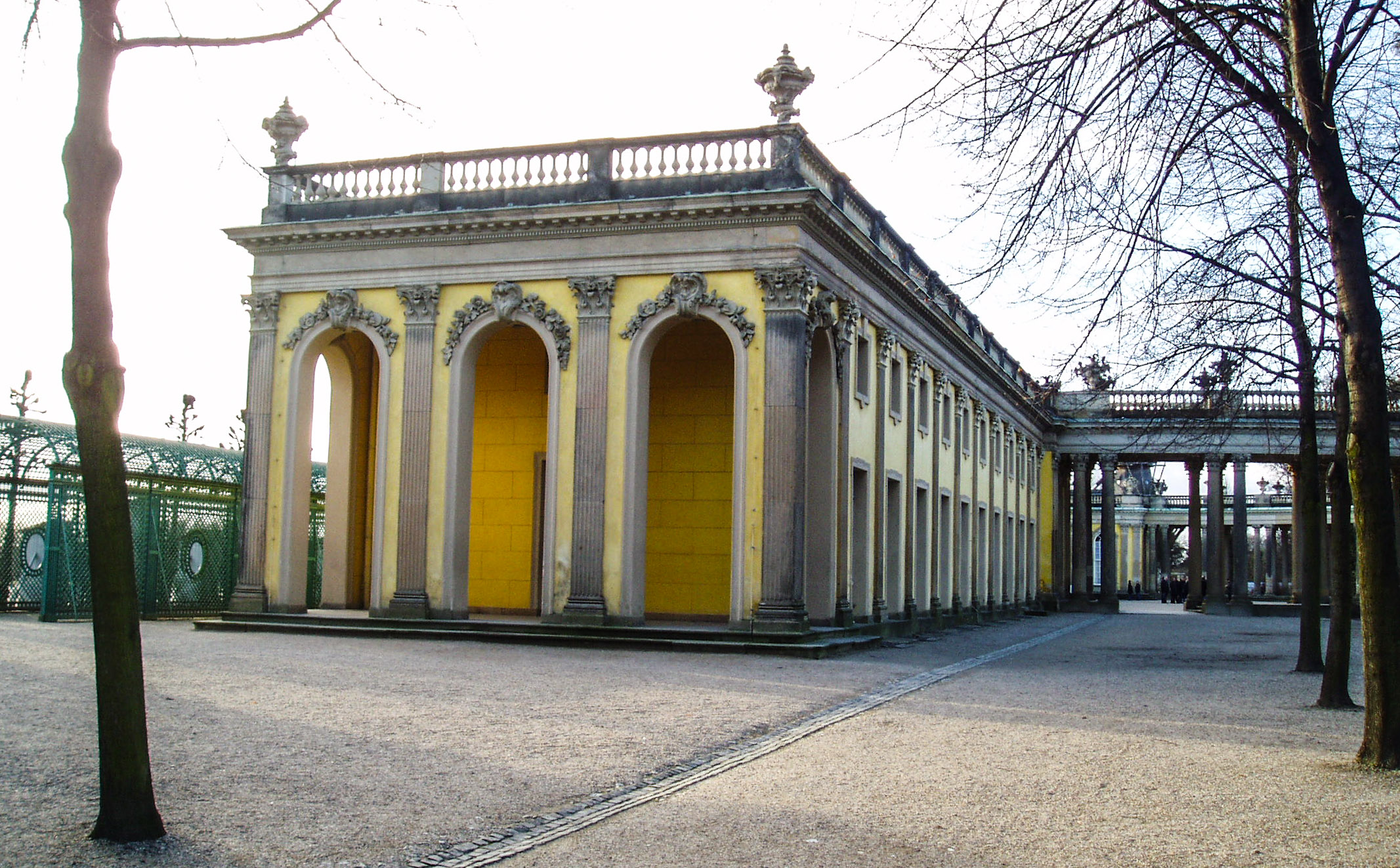
L'ala laterale orientale.

All'epoca di Federico II le ali laterali avevano un solo piano terra, come il corpo centrale: nell'ala laterale orientale si trovavano le camere della servitù, mentre in quella occidentale c'erano le cucine e le stalle per i cavalli. A seguito del rifacimento voluto da Federico Guglielmo IV, le ali laterali furono elevate di un piano, la cucina fu spostata nell'ala orientale e gli alloggi della servitù furono sistemati al piano superiore, mentre nell'ala occidentale vennero creati gli alloggi per le dame di corte.
Nel nuovo piano seminterrato dell'ala orientale si crearono le cantine, una ghiacciaia, dispense, locali di lavoro e una pasticceria. I locali per i servitori destinati alla cura degli abitanti del palazzo erano al piano terra. Accanto alla grande cucina di 115 metri quadrati di superficie c'era una cucinetta per la preparazione di colazioni e spuntini freddi, una caffetteria, un forno, un ufficio per il capocuoco, una piccola dispensa e due locali per la pulizia dell'argenteria. Al primo piano alloggiavano il capocuoco, il maggiordomo e altri servitori. Poiché la cucina venne utilizzata soltanto dal 1842 al 1873 e poi non furono apportate alcune modifiche all'edificio, l'inventario di allora si è conservato fino ad oggi.
Ad esso appartengono anche una "cuocitrice" in ghisa con guarnizioni in ottone e una barra rotante. Il focolare, assai moderno alla sua epoca, è munito di piastre di cottura di differenti dimensioni, di scomparti per arrostire e cuocere al forno, di una vasca per l'acqua calda e di uno scomparto per riscaldare piatti e pietanze.
L'ala occidentale, chiamata anche "ala delle dame", serviva per dare alloggio alle dame di corte e agli ospiti. Accanto ad una piccola cucinetta e ad una sala, al piano terra ci sono tre appartamenti per dame, mentre al piano superiore ci sono due appartamenti per cavalieri e uno per dama. Ciascun appartamento ha due camere, secondo una struttura che assomiglia a quella delle camere per ospiti del corpo centrale: una porta accanto al letto conduce attraverso un breve passaggio alla stanza di servizio o nel vano scale e un'ulteriore porta dà accesso ad un piccolo gabinetto. Federico Guglielmo IV fece dotare gli appartamenti del piano terra, più belli grazie all'accesso diretto al giardino, con una pannellatura in legno, più costosa della tappezzeria con cui sono rifiniti gli appartamenti del primo piano. I caminetti risalgono tutti all'epoca federiciana ed facevano probabilmente parte dell'alloggio di Federico II nel castello di Potsdam, rimaneggiato verso il 1800. Le stanze furono arredate con mobili in stile rococò; in anni successivi furono aggiunti mobili contemporanei.

## La tomba di Federico II
Federico II morì il 17 agosto 1786 su una poltrona del suo studio nel palazzo di Sanssouci. Durante il suo regno, durato 46 anni, egli si confrontò spesso con la morte. Oltre al suo testamento politico del 1752, redasse nuove disposizioni testamentarie prima di quasi tutte le battaglie, regolando fin nel minimo dettaglio ogni questione familiare e finanziaria. Altrettanto spesso egli ripeté le disposizioni per la sua sepoltura:

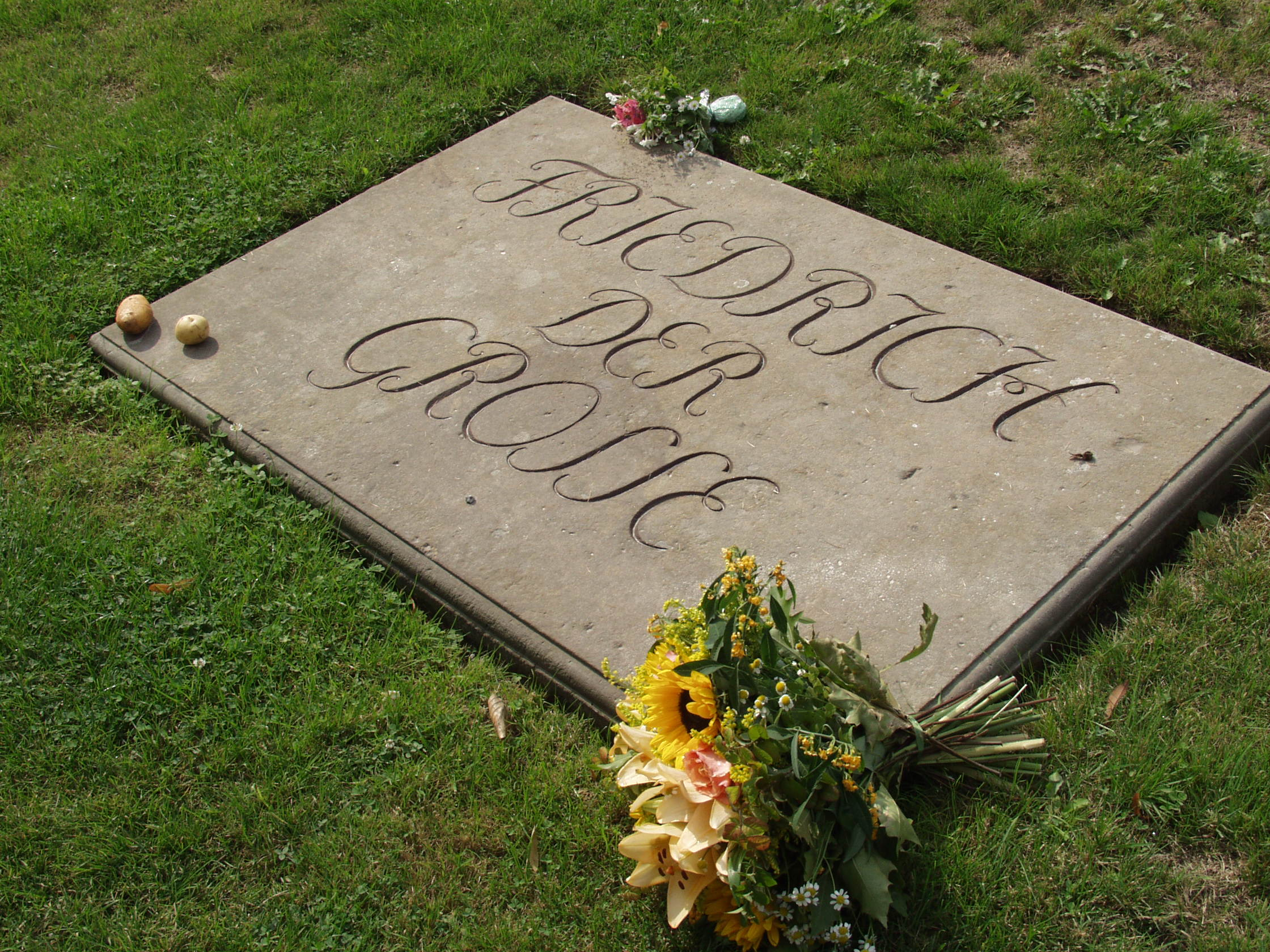
La semplice lapide sulla tomba di Federico II.

Suo nipote e successore Federico Guglielmo II disattese queste istruzioni e fece seppellire la salma nella Chiesa della guarnigione di Potsdam, accanto al padre di Federico II, il "re soldato" Federico Guglielmo I. Circa 160 anni più tardi, durante i disordini della seconda guerra mondiale, i soldati della Wehrmacht portarono le bare in un luogo sicuro, al fine di proteggerle da una possibile distruzione. Al principio esse furono collocate in un bunker a Geltow e quindi, nel marzo 1945, in una miniera di salgemma a Bernterode, nel circondario dell'Eichsfeld, da dove i soldati americani le prelevarono dopo la fine della guerra per portarle a Marburgo. Là le bare reali furono custodite nella chiesa di Sant'Elisabetta, finché furono traslate nella Burg Hohenzollern presso Hechingen nell'agosto 1952.
Soltanto dopo la riunificazione tedesca le disposizioni testamentarie di Federico II vennero adempiute. Inoltre, per quanto riguarda la mia persona, voglio essere seppellito a Sanssouci, senza fasto, senza pompa e di notte. Il 17 agosto 1991, nel 205º anniversario della morte, la bara con i resti mortali del re, scortata da una guardia d'onore della Bundeswehr, venne sepolta nel cortile del palazzo di Sanssouci, nella fossa che lo stesso Federico II aveva fatto scavare sul margine orientale della terrazza superiore già nel 1744 Il luogo di sepoltura è adornato dal gruppo marmoreo Flora con Zefiro, opera del 1749 di François Gaspard Balthazar Adam, e da sei busti di imperatori romani disposti in semicerchio.
La salma del padre di Federico II trovò invece riposo nella chiesa della pace nel parco di Sanssouci.